# Taça de Portugal 2006-2007
La Taça de Portugal 2006-2007 è la 67ª edizione del torneo. È iniziata il 3 settembre 2006 e si è conclusa il 27 maggio 2007. Lo Sporting Lisbona ha vinto il trofeo battendo in finale i concittadini del Belenenses.

## Quarto turno
| Squadra 1          | Risultato       | Squadra 2            |
| ------------------ | --------------- | -------------------- |
| União Madeira      | 1 – 3           | Sporting Lisbona     |
| Benfica            | 5 – 0           | Oliveira do Bairro   |
| Porto              | 0 – 1           | Atlético CP          |
| Bragança           | 4 – 2           | Marco                |
| Gondomar           | 3 – 0           | Rio Maior            |
| Leixões            | 2 – 1 (dts)     | Famalicão            |
| Paredes            | 2 – 4 (dts)     | Belenenses           |
| Penalva            | 2 – 1           | Maria da Fonte       |
| Santiago           | 0 – 1           | Odivelas             |
| Valecambrense      | 2 – 4           | Varzim               |
| Beira-Mar          | 6 – 0           | Santana              |
| Boavista           | 3 – 1           | Macedo de Cavaleiros |
| Camacha            | 1 – 0           | Olhanense            |
| Desp. Aves         | 1 – 0           | Oliveirense          |
| Estoril Praia      | 1 – 1 (3-4 dtr) | Santa Clara          |
| Estrela Amadora    | 2 – 1 (dts)     | Feirense             |
| Juventude de Évora | 1 – 4           | Pinhalnovense        |
| Louletano          | 1 – 0           | Espinho              |
| Maia               | 2 – 0           | Lagoa                |
| Nacional           | 3 – 0           | Vizela               |
| Penafiel           | 1 – 0           | Marítimo             |
| Pontassolense      | 2 – 1           | Olivais e Moscavide  |
| Naval              | 4 – 0           | Casa Pia             |
| Sertanense         | 1 – 0           | Lusitânia            |
| Covilhã            | 0 – 1           | Mafra                |
| Académica          | 2 – 1           | Vitória Setúbal      |
| Braga              | 5 – 2           | Portimonense         |
| Paços Ferreira     | 1 – 2           | União Leiria         |

## Quinto turno
| Squadra 1        | Risultato       | Squadra 2     |
| ---------------- | --------------- | ------------- |
| Atlético CP      | 1 – 0           | Santa Clara   |
| Gondomar         | 1 – 4           | Belenenses    |
| Odivelas         | 3 – 1           | Mafra         |
| Leixões          | 1 – 2           | Académica     |
| Beira-Mar        | 4 – 2           | Louletano     |
| Boavista         | 3 – 1           | Penalva       |
| Estrela Amadora  | 0 – 1           | Naval         |
| Pinhalnovense    | 2 – 0           | Camacha       |
| Maia             | 1 – 0           | Desp. Aves    |
| Braga            | 2 – 1           | Pontassolense |
| Varzim           | 3 – 1 (dts)     | Sertanense    |
| Sporting Lisbona | 2 – 1           | Rio Ave       |
| Nacional         | 0 – 0 (7-6 dtr) | Penafiel      |

## Sesto turno
| Squadra 1     | Risultato | Squadra 2        |
| ------------- | --------- | ---------------- |
| Atlético CP   | 0 – 1     | Académica        |
| Odivelas      | 0 – 1     | Belenenses       |
| Pinhalnovense | 0 – 6     | Sporting Lisbona |
| Boavista      | 2 – 0     | Nacional         |
| Maia          | 0 – 2     | Beira-Mar        |
| Naval         | 0 – 1     | Bragança         |
| Varzim        | 2 – 1     | Benfica          |

## Quarti di finale
| Squadra 1        | Risultato   | Squadra 2  |
| ---------------- | ----------- | ---------- |
| Bragança         | 1 – 2       | Belenenses |
| Beira-Mar        | 2 – 0 (dts) | Boavista   |
| Braga            | 2 – 0       | Varzim     |
| Sporting Lisbona | 2 – 1       | Académica  |

## Semifinali
| Squadra 1        | Risultato   | Squadra 2 |
| ---------------- | ----------- | --------- |
| Belenenses       | 2 – 1 (dts) | Braga     |
| Sporting Lisbona | 2 – 1       | Beira-Mar |

## Finale
La finale si è disputa in gara unica allo Stadio Nazionale di Jamor di Oeiras il 27 maggio.
| Arbitro: | Pedro Proença |

|  |           |             |
|  | Marcatori | 87’ Liédson |

| Belenenses | Sporting CP |

### Formazioni
| Belenenses      |    |               |       |     |
|                 |    |               |       |     |
| POR             | 73 | Costinha      |       |     |
| TD              | 2  | Amaral        |       | 88’ |
| DC              | 13 | Rolando       |       |     |
| DC              | 25 | Nivaldo       |       |     |
| TS              | 4  | Rodrigo Alvim |       |     |
| CEN             | 6  | Sandro Gaúcho |       |     |
| CC              | 27 | Cândido Costa |       |     |
| CC              | 5  | Rúben Amorim  |       | 71’ |
| TRQ             | 11 | José Pedro () |       |     |
| ATT             | 10 | Silas         |       | 75’ |
| ATT             | 30 | Dady          |       |     |
| A disposizione: |    |               |       |     |
| POR             | 1  | Marco         |       |     |
| DIF             | 17 | Gaspar        |       |     |
| DIF             | 21 | Ivan Đurđević |       |     |
| CEN             | 24 | Carlitos      |       | 88’ |
| ATT             | 19 | Roma          |       |     |
| ATT             | 77 | Fernando      |       | 71’ |
| ATT             | 99 | José Garcés   | 90+3’ | 75’ |
| Allenatore:     |    |               |       |     |
| Jorge Jesus     |    |               |       |     |

| Sporting Lisbona |    |                   |     |       |
|                  |    |                   |     |       |
| POR              | 1  | Ricardo ()        |     |       |
| TD               | 78 | Abel              |     |       |
| DC               | 12 | Marco Caneira     |     |       |
| DC               | 4  | Ânderson Polga    |     |       |
| TS               | 11 | Rodrigo Tello     |     | 65’   |
| CEN              | 24 | Miguel Veloso     |     |       |
| CC               | 28 | João Moutinho     |     |       |
| CC               | 18 | Nani              | 73’ |       |
| TRQ              | 30 | Leandro Romagnoli |     | 90+1’ |
| ATT              | 19 | Alecsandro        |     | 70’   |
| ATT              | 31 | Liédson           |     |       |
| A disposizione:  |    |                   |     |       |
| POR              | 16 | Tiago Ferreira    |     |       |
| DIF              | 13 | Tonel             |     | 65’   |
| CEN              | 21 | Pontus Farnerud   |     |       |
| CEN              | 27 | Custódio          |     | 90+1’ |
| CEN              | 34 | João Alves        |     |       |
| CEN              | 76 | Carlos Paredes    |     |       |
| ATT              | 20 | Yannick Djaló     |     | 70’   |
| Allenatore:      |    |                   |     |       |
| Paulo Bento      |    |                   |     |       |